# Kanton Lannoy
Lannoy (Nederlands: Lanno) is een voormalig kanton van het Franse Noorderdepartement. Het kanton maakte deel uit van het arrondissement Rijsel. In 2015 is dit kanton opgegaan in de nieuw gevormde kantons Roubaix-2, Croix, Templeuve en Villeneuve-d'Ascq.

## Gemeenten
Het kanton Lannoy omvatte de volgende gemeenten:
- Anstaing
- Baisieux
- Chéreng
- Forest-sur-Marque
- Gruson
- Hem
- Lannoy (hoofdplaats)
- Leers
- Lys-lez-Lannoy
- Sailly-lez-Lannoy
- Toufflers
- Tressin
- Willems